# After 5 - Capitolo finale
After 5 - Capitolo finale (After Everything) è un film del 2023 diretto da Castille Landon.
Sequel del film After 4 (2022), la pellicola è l'adattamento cinematografico del romanzo After We Fell, arrivato in Italia diviso in After - Come mondi lontani e After - Anime perdute, scritto da Anna Todd.

## Trama
A due anni dalla rottura con Tessa, Hardin non si dà pace per il modo in cui si è comportato con lei. Decide di andare a Lisbona per chiedere perdono ad una sua ex ragazza della quale anni prima aveva accidentalmente pubblicato un video di un loro rapporto sessuale. Nel frattempo il libro After sta già avendo successo ma Hardin non riesce a dimenticare Tessa e così scrive un secondo romanzo: Before. Durante la vacanza il ragazzo vuole riconciliarsi con Tessa ma la ragazza non è intenzionata a rimettersi con lui. Nel frattempo Landon, fratello di Hardin, sta per sposarsi; e così Hardin torna in America per poter assistere alla cerimonia del fratello. Qui incontra Tessa; la ragazza si rende conto che Hardin è cambiato, e così i due giovani, dopo un ballo romantico, fanno l'amore. Hardin inconsapevolmente dice che vuole sposarla e così le fa la proposta che Tessa accetta.
Anni dopo vediamo Hardin rientrare a casa dal lavoro, con sua figlia che lo aspetta e Tessa incinta del loro secondo figlio.

## Distribuzione
Il primo trailer del film è stato diffuso il 1 maggio aprile 2023. Il film è uscito in alcune sale cinematografiche negli Stati Uniti il 13 settembre 2023 venendo distribuito da Voltage Pictures. Successivamente il 3 ottobre 2023 la pellicola è stata distribuita tramite video on demand negli Stati Uniti e a livello internazionale da Amazon Prime Video il 4 ottobre.